# Jacob Burckhardt
Jacob Burckhardt (Basilea, 25 maggio 1818 – Basilea, 8 agosto 1897) è stato uno storico e critico d'arte svizzero, tra i più importanti storici del XIX secolo. La sua opera più nota è La civiltà del Rinascimento in Italia (1860).

## Biografia
Quarto dei sette figli di Jacob, pastore protestante della Chiesa Riformata calvinista, arcidiacono e presidente degli ecclesiastici basilensi, e di Susanna Maria Schorndorff, dal 1836 al 1839 per volontà del padre studiò filologia, storia antica, storia dell'arte e teologia al Collège Latin di Neuchâtel. In seguito abbandonò tale indirizzo e si dedicò per gran parte alla storia e alla filosofia, fino al 1843. Si trasferì all'Università di Berlino per studiare storia, frequentandovi le lezioni di Leopold von Ranke, fondatore di un'importante accademia storica che incentrava il proprio modello critico sull'analisi delle fonti e dei fatti piuttosto che su opinioni personali.
Non fu una carriera atipica la sua, gran parte dei critici dell'arte suoi contemporanei si laurearono in materie scientifiche (come Giovanni Morelli), altri frequentarono corsi di mineralogia (come John Ruskin), altri ancora si laurearono in legge (come Alois Riegl). Per Burckhardt la Storia dell'Arte era una passione, un interesse che coltivava da vicino, alternandolo alle altre materie a lui preferite. Prima di laurearsi in Storia nel 1843, Jacob pubblicò un'importante opera sugli artisti nord europei, essa si intitola "I capolavori delle città Belghe", edita nel 1842. Nel 1843 Jacob si laureò e divenne storiografo, ma fu l'arte ciò che continuò ad appassionarlo e così, quando si trovò a Berlino, frequentò senza indugiare la casa di Franz Kugler. Quest'ultimo, oltre ad essere uno dei maggiori esponenti della Scuola Berlinese di Critica d'arte fu un maestro e un punto di riferimento per il giovane Jacob.
Casa Kugler a quel tempo era un luogo di ritrovo per artisti, poeti (tra cui Theodor Storm), intellettuali e giovani allievi, ai quali Burckhardt mostrò tutto il suo carisma, la sua eloquenza e le sue capacità, tanto da guadagnarsi il soprannome di "malvagio". Era abile, intelligente, dotato, caratteristiche che non sfuggirono all'occhio attento di Franz Kugler, che ripose tutte le sue speranze in lui affidandogli nel 1847 la seconda edizione di "Storia della pittura" e di "Storia dell'arte". Nel 1844 iniziò a insegnare presso l'Università di Basilea, ateneo al quale resterà particolarmente legato, ottenendovi l'anno successivo un contratto come professore straordinario.

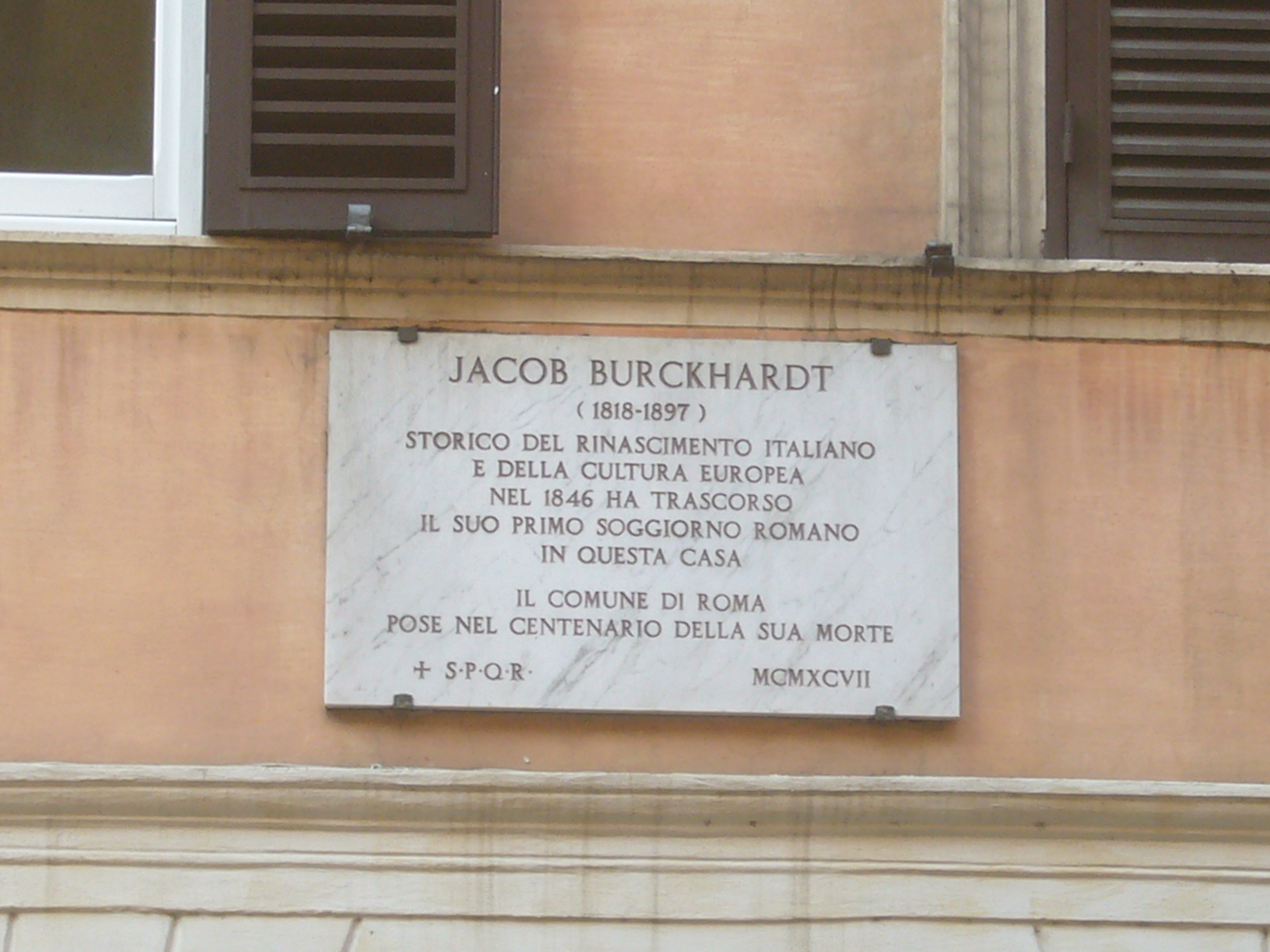
Roma, via Quattro Fontane: memoria del soggiorno romano di Jacob Burckhardt a cent'anni dalla morte

Nel 1846 partì per l'Italia, dove soggiornò per un biennio, restando affascinato dalla ricchezza del patrimonio culturale italiano e scoprendo soprattutto nelle opere del Rinascimento una bellezza senza pari. Tornato in patria, dopo due anni riprese l'insegnamento, ma nel 1853 l'Università di Basilea lo licenziò a causa di ristrettezze economiche; questo avvenimento lo amareggiò a tal punto che non si riprese mai completamente.
Si affidò alla letteratura, e nel 1853 pubblicò la sua prima grande opera Il tempo di Costantino il Grande seguita da "Il Cicerone. Guida al godimento delle opere d'arte in Italia", (edizione originale Basilea 1855) ristampata a Firenze nel 1955, una guida per tutti coloro che si apprestavano a effettuare un soggiorno in Italia. L'opera, pur non completa, è di agevole comprensione, il che ne favorirà la diffusione soprattutto tra i non "esperti in materia", divenendo un modello di interpretazione estetica e di ricostruzione storica, dall'antica Grecia sino al Barocco, molto apprezzato e seguito; il suo maggiore merito fu quello di aver descritto l'opera d'arte ripescando il suo proprio linguaggio.
Nietzsche, suo allievo ed amico, dopo aver letto "Der Cicerone" si pronunciò in modo favorevole e citò l'opera in alcuni suoi scritti. Grazie alla pubblicazione del Cicerone ottenne una cattedra presso l'Università di Zurigo, dove insegnò dal 1855 fino al 1858.
Alla fine di quell'anno fu richiamato dall'Università di Basilea che gli "restituì" il posto di professore di storia; entusiasta, si rimise al lavoro e nel 1860 pubblicò una delle sue opere più importanti "La civiltà del Rinascimento in Italia", in cui formulò una netta separazione e antiteticità fra il periodo medioevale, definito oscurantista, e il rinnovamento rinascimentale. L'opera incontrò consensi, ma fu anche criticata, per esempio dal filologo e storico tedesco Konrad Burdach, nell'opera Dal Medio Evo alla Riforma, in cui si sosteneva la tesi opposta, ossia della continuità tra Medio Evo e Rinascimento.
Molto approfondita fu l'analisi del Rinascimento, l'epoca da lui preferita; l'opera non ebbe però grande seguito e vendette meno di duecento copie. Tuttavia, il suo Autore non si perse d'animo, e nel 1867 diede alle stampe "Storia del Rinascimento in Italia", opera che doveva comprendere un'analisi della scultura, pittura e architettura rinascimentali, anche se fu pubblicata con riferimento alla sola architettura.
Dopo il 1867 Burckhardt non pubblicò più nulla. Egli si concentrò sulla sua attività di insegnante universitario e da profondo conoscitore delle civiltà greca, dal 1870 tenne lezioni sulla cultura e la storia greca, lezioni riprese nel 1885 e registrate dagli allievi più illustri.
Nel 1874 ricevette la proposta di insegnare storia dell'arte presso l'Università di Berlino, ma rifiutò, essendo il suo legame con Basilea troppo forte; in quella città, infatti, resterà fino alla morte, nel 1897. La nona edizione de Der Cicerone fu pubblicata a Lipsia nel 1904 a cura di Wilhelm Bode e Cornelius von Fabriczy.

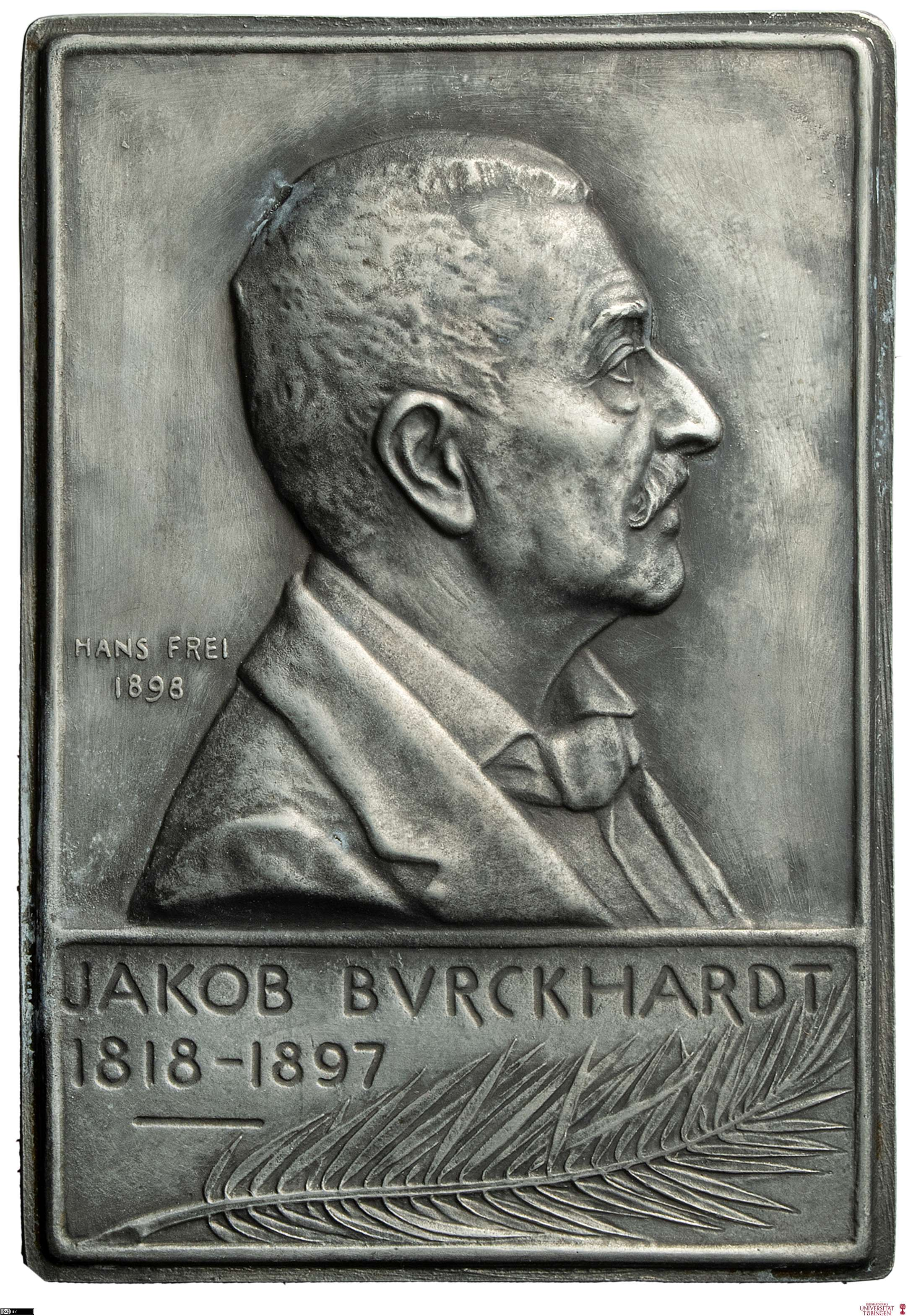
Placca commemorativa di Jakob Burckhardt (1898)

Nel 1898, dopo la sua morte, gli venne dedicata una placca.

## La storiografia di Burckhardt
Critico nei confronti della moderna società industriale e contrario alle tendenze idealistiche e storicistiche dominanti nel mondo accademico dell'epoca, ammiratore del realismo politico di Machiavelli e critico di Rousseau, egli elaborò una particolare disamina storiografica, chiamata Kulturgeschichte (storia della cultura - cultura nel senso di civiltà) nella quale enfatizzava lo studio dell'arte, della cultura e dell'estetica.

Tra le opere postume si ricordano "Considerazioni sulla storia universale", pubblicata nel 1905, e "Storia della civiltà greca" (1898-1902, edizione italiana 1955), dove la civiltà greca è considerata essere il primo passo sul cammino di sviluppo dell'individualità e spiritualità umane.
Ebbe un ruolo marginale nel panorama dell'Ottocento, ma venne rivalutato tra le due guerre mondiali quando tornarono in auge le opere storiche di carattere scettico e pessimistico del secolo precedente.
Di impostazione moderatamente conservatrice, mostrò freddezza se non opposizione verso le idee liberali, democratiche e socialiste, ma anche verso il nazionalismo, in particolare modo quello tedesco, occupandosi intensamente degli sviluppi economici e politici contemporanei, e portando l'attenzione ai possibili scenari futuri: giudicava infatti allarmanti i militarismi e i nazionalismi in crescita in Europa. Vedeva nella rivoluzione francese - a suo parere fallita per l'ottimismo acritico, la troppa fede nel progresso, e, nei suoi aspetti radicali, per la poca attenzione alla vera cultura e ad un "programma positivo" - l'origine di tale nazionalismo comparso a partire dall'età napoleonica, spingendosi a fare un paragone negativo tra Robespierre e i rivoluzionari da una parte, e Otto von Bismarck dall'altra, con il suo imperialismo e la sua Kulturkampf.

## Nietzsche e Burckhardt
Friedrich Nietzsche, all'età di ventiquattro anni, seguì alcune sue lezioni tenute presso l'ateneo di Basilea. Si conobbero, scoprirono la loro comune ammirazione per Arthur Schopenhauer e strinsero un legame. Burckhardt, uomo altezzoso e pieno di sé, non concesse mai a Nietzsche una vera e propria amicizia: egli era invidioso per il successo che il giovanissimo collega raccoglieva nei primi anni di Basilea, proprio in un campo vicino al suo, e nemmeno durante l'evidente follia del filosofo ne fu particolarmente scosso. Tuttavia, nel 1878 lo aveva elogiato in una lettera definendolo "un uomo straordinario; su ogni cosa egli ha una sua propria idea, conquistata da se stesso".
Burckhardt fu anche destinatario di due biglietti della follia di Friedrich Nietzsche.

## Opere
- Carl Martell (1840)
- Kunstwerke der belgischen Städte (1842)
- Conrad von Hochstaden (1843)
- Die Zeit Constantins des Großen (finito nel 1852, pubblicato nel 1853)
  -  Costantino il Grande e i suoi tempi, traduzione di Anna Michelson, Collezione I Cento Libri n.4, Milano, Longanesi, 1954. - Collana Saggi, Firenze, Sansoni, 1992, ISBN 978-88-383-1204-5.
  -  L'età di Costantino il Grande, traduzione di P. Chiarini e V. Perretta, A cura di E. Dupré Theseider, Collana Testi e Documenti, Milano, SE, 2020, ISBN 978-88-672-3529-2.
- Der Cicerone. Eine Anleitung zum Genuss der Kunstwerke Italiens (1855)
  -  Il Cicerone. Guida al godimento delle opere d'arte in Italia, traduzione di Paolino Mingazzini, Introduzione di Federico Pfister, Firenze, Sansoni, 1952-1992, ISBN 978-88-383-1461-2. - Collana SuperSaggi, Milano, BUR, 1994, ISBN 978-88-171-1905-4.
- Die Kultur der Renaissance in Italien, Basilea, 1860; II ed., Lipsia, 1869
  -  La civiltà del Rinascimento in Italia, traduzione di Domenico Valbusa (sulla II ed. tedesca), 2 voll., Firenze, Sansoni, 1876. - IV ediz. accresciuta a cura e con Prefazione di Giuseppe Zippel, Sansoni, 1899-1943; nuova ediz. riveduta e corretta, Introduzione di Eugenio Garin, Sansoni, 1952-1992; con una nota biobibliografica di Marcello Monaldi, Sansoni, 1996; Introduzione di Ludovico Gatto, Roma, Newton Compton, 1994-2020.
  -  La civiltà del Rinascimento in Italia, traduzione di Francesco Tarquini, Roma, Avanzini e Torraca, 1967. -Introduzione di Ruggero Moscati, Roma, 1974; La Spezia, Club del Libro Fratelli Melita, 1987.
  -  La civiltà del Rinascimento in Italia, 2 voll. (vol. I: Un tentativo di interpretazione; vol. II: Storia del Rinascimento in Italia. Architettura, Decorazione, Scultura, Pittura), A cura di Maurizio Ghelardi, Torino, Nino Aragno, 2006, ISBN 978-88-841-9290-5.
  -  Il Rinascimento italiano. Civiltà e Arte, a cura di Maurizio Ghelardi, Collana i millenni, Torino, Einaudi, 2023, ISBN 978-88-062-5983-9.
- Arte e Storia, traduzione di Angela Staude e A. Bertolino, Collezione Pantheon, Torino, Bollati Boringhieri, 1990, ISBN 978-88-339-0516-7.
- Geschichte der Renaissance in Italien (1878)
- L'arte italiana del Rinascimento. L'architettura, a cura di M. Ghelardi, Collana Saggi. Storia dell'arte, Venezia, Marsilio, 1991, ISBN 978-88-317-5492-7.
- L'arte italiana del Rinascimento. Pittura. I generi, a cura di M. Ghelardi, Collana Saggi. Storia dell'arte, Venezia, Marsilio, 1992, ISBN 978-88-317-5716-4.
- Il ritratto nella pittura italiana nel Rinascimento, traduzione di D. Pagliai, Roma, Bulzoni, 1993, ISBN 978-88-711-9647-3.
- L'arte italiana del Rinascimento. La pala d'altare, il ritratto (scritti tra il 1893-1895), a cura di M. Ghelardi e S. Müller, Collana Saggi. Storia dell'arte, Venezia, Marsilio, 1994, ISBN 978-88-317-5834-5.
- Maurizio Ghelardi (a cura di), L'arte italiana del Rinascimento. Vol. I, Collana Saggi. Storia dell'arte, Venezia, Marsilio, 1995, ISBN 978-88-317-6217-5.
- Maurizio Ghelardi (a cura di), L'arte italiana del Rinascimento. Vol. II, Collana Saggi. Storia dell'arte, Venezia, Marsilio, 1995, ISBN 978-88-317-6218-2.
- Maurizio Ghelardi, S. Müller (a cura di), L'arte italiana del Rinascimento. Vol. III, Collana Saggi. Storia dell'arte, Venezia, Marsilio, 1995, ISBN 978-88-317-6219-9.
- P. Humfrey (a cura di), Pale d'altare del Rinascimento, traduzione di G. Ragionieri, Cantini Scolastica, 1988, ISBN 978-88-773-7067-9.
- Lezioni sulla storia d'Europa, traduzione di M. Carpitella, Collana Testi e Documenti, Milano, SE, 2009, ISBN 978-88-771-0807-4.
- Maria Teresa Mandalari (a cura di), Considerazioni sulla storia universale, con uno scritto di Joachim Fest, Collana Testi e documenti, Milano, SE, 2012, ISBN 978-88-771-0995-8.

### Pubblicazioni postume
- Erinnerungen aus Rubens (1898)
  -  Rubens, traduzione di A. Bovero, Collana Carte d'artisti, Milano, Abscondita, 2006, ISBN 978-88-841-6125-3.
  -  Rubens, a cura di Peter Girardi, Collana Saggi, Book Time, 2022, ISBN 978-88-621-8344-4.
- Griechische Kulturgeschichte (1898–1902)
  -  Storia della civiltà greca, traduzione di M. Attardo Magrini, Firenze, Sansoni, 1988, ISBN 978-88-383-0900-7.
  -  Storia della civiltà greca. Vol. I, a cura di M. Ghelardi, Collana Nuova Cultura, Torino, Bollati Boringhieri, 2010, ISBN 978-88-339-1883-9.
- Weltgeschichtliche Betrachtungen (1905)
- Historische Fragmente (aus dem Nachlass gesammelt von Emil Dürr, 1942)
- Testi delle lezioni tenute all'Università di Basilea tra il 1868-1873. Pubblicate con un pesante editing da Jacob Oeri nel 1905; l'edizione curata da Ghelardi è condotta invece sui manoscritti originali.
  -  Sullo studio della Storia, traduzione di Mazzino Montinari, Collezione Enciclopedia di autori classici n.11, Torino, Boringhieri, 1958.
  -  Sullo studio della Storia. Lezioni e conferenze (1868-1873), a cura di M. Ghelardi, Collana Biblioteca, Torino, Einaudi, 1997, ISBN 978-88-061-4776-1.

### Epistolari
- Carteggio Nietzsche - Burkhardt, Introduzione, trad. e note a cura di Mazzino Montinari, Collezione Enciclopedia di autori classici n.47, Torino, Boringhieri, 1961. - Con uno scritto di Giorgio Colli, Collana Testi e Documenti, Milano, SE, 2003-2015-2019, ISBN 978-88-672-3363-2.
- Lettere (1838-1896), a cura di Luca Farulli, Collana Il divano, Palermo, Sellerio, 1993, ISBN 978-88-389-0905-4.
- Jacob Burckhardt-Friedrich Nietzsche, Carteggio, a cura di M. Ghelardi, con un saggio di Aby Warburg, Collana Biblioteca, Torino, Aragno, 2002, ISBN 978-88-841-9095-6.

### Opere raccolte
- Jacob Burckhardt-Gesamtausgabe, Schwabe, Basel 1929–1934.
- Briefe, Vollständig und kritisch bearbeitete Ausgabe mit Benützung des handschriftlichen Nachlasses hergestellt von Max Burckhardt. Elf Bände. Schwabe, Basel 1949–1994.
- Gesammelte Werke. Zehn Bände. Schwabe, Basel 1955–1959.
- Werke. Kritische Gesamtausgabe, Hrsg. von der Jacob-Burckhardt-Stiftung, Basel. 29 Bände. Schwabe, Basel, und C. H. Beck, München, dal 2002 (sinora 16 voll.).